# Лимбьяте
Лимбьяте (итал. Limbiate) — город в Италии, в провинции Монца-э-Брианца области Ломбардия.
Население составляет 32 168 человек (на 2004 г.), плотность населения составляет 2567 чел./км². Занимает площадь 12 км². Почтовый индекс — 20051. Телефонный код — 02.
Покровителем коммуны почитается святой Георгий, празднование в понедельник после первого воскресения октября.